# Napiętnowany anioł
Napiętnowany anioł (oryg. ros. Запечатленный ангел) – opowiadanie Nikołaja Leskowa, opublikowane po raz pierwszy w 1873 na łamach pisma Russkij wiestnik.

## Treść
W dzień św. Bazylego, w zajeździe w stepie na Powołżu, chłop Marek opowiada przypadkowo zebranym słuchaczom historię cudu, jakiego miał doświadczyć. Wcześnie straciwszy rodziców, całe życie pracował jako kamieniarz w wędrownym artelu staroobrzędowców-bezpopowców kierowanym przez Łukę Kiryłowa. Był on wielkim miłośnikiem ikon i posiadał znaczny zbiór zabytkowych greckich i rosyjskich wizerunków świętych. Wszyscy członkowie spółdzielni podziwiali ikony, w szczególności dwie: Matkę Boską w czasie modlitwy w ogrodzie oraz Anioła Stróża.
Pewnego dnia artel zostaje zatrudniony przy budowie mostu na Dnieprze. Na miejscu staroobrzędowcy budują tymczasowa molennę. Kierujący budową Anglik szanuje swoich pracowników, nikt nie prześladuje starowierców z powodu wyznania. Tymczasem jeden z członków artelu, Pimen, nawiązuje różne znajomości w pobliskim mieście, m.in. z żoną miejscowego urzędnika. Kobieta już wcześniej interesowała się staroobrzędowcami; mężczyzna zdołał ją przekonać, że w ich społeczności dzieją się prawdziwe cuda. Jej modlitwy mają zostać spełnione, jeśli zgodzi się ona ufundować olej do świec, jakie staną przed ikonami starowierców. Gdy żona urzędnika płaci za olej w intencji urodzenia córki, przyznania mężowi orderów, w intencji zdania egzaminów przez syna, wszystkie jej życzenia sprawdzają się. Kobieta prosi wówczas o modlitwę w intencji skierowania jej męża do badania sprawy oszustw żydowskich handlarzy z pobliskiego miasta. Udaje się jej również przekonać staroobrzędowców, by wbrew swoim zwyczajom pozwolili jej odwiedzić molennę.
Po powrocie urzędnika z kontroli sklepów żydowskich okazuje się, że został on przez nich oszukany, a jego żona żąda od staroobrzędowców dwudziestu pięciu tysięcy rubli. W molennie pojawia się policja i niszczy zgromadzone ikony, dziurawiąc je i nadziewając na stalowy pręt. Na ikonie Anioła zostaje położona woskowa pieczęć, po czym policjanci wywożą wszystkie wizerunki do konsystorza miejscowej eparchii prawosławnej. Jej biskup, przerażony widokiem ikony zniszczonej woskiem, postanawia umieścić ją w soborze katedralnym, odmawia zwrócenia jej staroobrzędowcom. Od tego momentu praca na budowie zaczyna iść gorzej. Wreszcie wiosenna kra na rzece niszczy dotąd zbudowaną część mostu. Starowiercy postanawiają wykraść z soboru ikonę, wykonać jej kopię, a następnie niepostrzeżenie podstawić ją w miejsce oryginału.
Marek razem z młodszym członkiem artelu, Leoncjuszem, udaje się na poszukiwania ikonografa zdolnego do wykonania idealnej kopii zabytkowej ikony. Wędrując od miasta do miasta nie spotykają jednak nikogo takiego, zamiast tego przekonują się o upadku tradycyjnej sztuki ikonopisania. Przypadkowo trafiają do pustelni prawosławnego mnicha, ojca Pambo; w tym czasie Leoncjusz jest już ciężko chory. Pod wpływem osobistego przykładu starca, pokornego i świątobliwego, młodzieniec na krótko przed śmiercią porzuca „starą wiarę” i przystępuje do Rosyjskiego Kościoła Prawosławnego.
Marek odnajduje wreszcie słynnego ikonografa Sebastiana, który zgadza się wykonać kopię ikony Anioła. Staroobrzędowcom udaje się wynieść zniszczony wizerunek z soboru w czasie wieczerni, ikonograf tworzy idealną kopię, zaś starowiercy, dzięki znanej im tradycyjnej technice, usuwają z ikony woskowe piętno. Aby jednak duchowieństwo soboru nie zorientowało się w przeprowadzonej zamianie, konieczne jest pokrycie kopii woskiem, czego nikt, w obawie przed świętokradztwem, nie chce uczynić. Dopiero żona Anglika, budowniczego mostu, odchodzi z ikoną na stronę; gdy przynosi ją ponownie, twarz anioła pokryta jest woskiem. Mimo trwającej burzy Łuka Kiryłow przechodzi z wizerunkiem po łańcuchach podtrzymujących konstrukcję niedokończonego mostu, by zdążyć do soboru przed zakończeniem wieczerni; obserwujący to z brzegu współwyznawcy twierdzą, że wokół mężczyzny pojawiło się nadprzyrodzone światło, doszło zatem do cudu. W świątyni okazuje się jednak, że na twarzy anioła nie ma woskowej pieczęci. I ten fakt zostaje uznany za cud – przywódca starowierców udaje się natychmiast do biskupa prawosławnego i oznajmia, że widząc niewytłumaczone odnowienie się ikony przekonał się co do słuszności nauczania prawosławnych i błędności nauki staroobrzędowców. W ślad za nim analogiczną decyzję podejmuje cały artel.
Kończąc swoją opowieść, Marek stwierdza, że z czasem przemyślał minione wydarzenia i doszedł do wniosku, że żaden cud nie miał miejsca. Łuka Kiryłow mógł bowiem przejść po łańcuchach nie dzięki bożej interwencji, a dzięki własnej zręczności; niósł ponadto wiosło, które ułatwiało mu zachowanie równowagi. Świetlista poświata wokół jego postaci mogła być tylko złudzeniem, które podsunęła obserwatorom wyobraźnia w skrajnie stresowej dla nich sytuacji. Zniknięcie pieczęci z ikony wynikało natomiast z tego, że Angielka również nie miała odwagi zniszczyć wizerunku, a jedynie pokryła woskiem kartkę papieru, którą następnie umocowała na ikonie; wiatr i burza zerwały jednak papier z obrazu.

## Cechy utworu

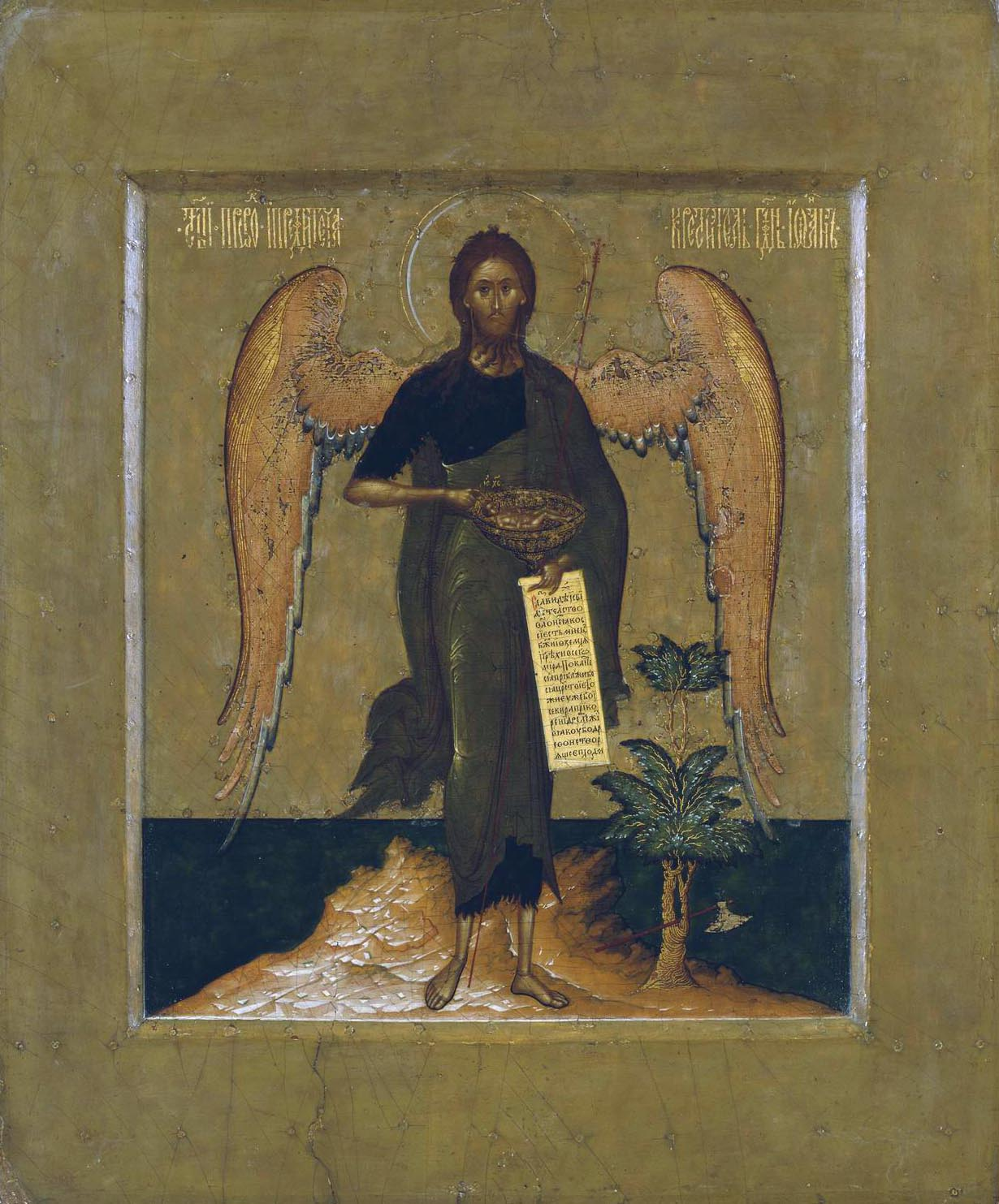
Ikona Jana Chrzciciela autorstwa Prokopa Chirina, autora związanego z tzw. stroganowską szkołą ikonopisania. Ikony m.in. tej właśnie szkoły znajdowały się w molennie bohaterów opowiadania i są opisywane w tekście jako cenne zabytki rodzimej sztuki

W treść fabularną opowiadania Leskow wplótł informacje o tradycyjnej ruskiej sztuce ikonopisania, które staroobrzędowcy przekazują Anglikowi i jego żonie. Nikołaj Leskow jako pierwszy z wyróżniających się rosyjskich pisarzy docenił wyjątkową wartość sztuki staroruskiej, jak również potrafił opisać ikony w taki sposób, by czytelnik był w stanie je sobie plastycznie wyobrazić. 
W Napiętnowanym aniele Leskow wprowadził jako narratora robotnika Marka, człowieka bystrego, a równocześnie łagodnego i nieśmiałego, szczerze pobożnego i zarazem obdarzonego zmysłem obserwacji. Marek opowiada o minionych zdarzeniach w sposób barwny, ale i precyzyjny, wyraża pokorę wobec religii i świętości, choć posługuje się także ironią. Opowiadanie o zdarzeniach niewiarygodnych brzmią w jego relacji zupełnie naturalnie i zwyczajnie.
Jeden z bohaterów opowiadania, kierownik staroobrzędowego artelu Łuka Kiryłow, jest typowym dla twórczości Leskowa „mężem sprawiedliwym” – człowiekiem z ludu o wytrwałym i dobrym charakterze, moralnej sile, gotowości do bohaterskich czynów, prostym, lecz dalekosiężnym rozumie.

## Recepcja
Napiętnowany anioł, obok powstałego w tym samym roku opowiadania Kler katedralny, zajmuje szczególne miejsce w twórczości Leskowa. Dzieła te zostały bowiem wysoko ocenione przez liberalnych krytyków literackich. O opowiadaniu z uznaniem wypowiadał się Fiodor Dostojewski, który skrytykował jedynie zakończenie dzieła – masową konwersję staroobrzędowców (pomysłodawcą tego fragmentu był Michaił Katkow).